# Низівка (Калінінградська область)
Низівка (рос. Низовка) — селище Зеленоградського району, Калінінградської області Росії. Входить до складу Ковровського сільського поселення.
Населення — 73 особи (2015 рік).

## Населення
| 2002 | 2010 |
| ---- | ---- |
| 63   | ↗73  |